# Klaus-Günther Biederbick
Klaus-Günther Biederbick (* 21. April 1944 in Prag) ist ein ehemaliger deutscher politischer Beamter und beamteter Staatssekretär des Bundesministeriums der Verteidigung.

## Ausbildung
Nach dem Abitur 1964 an der Melanchthon-Schule Steinatal bei Schwalmstadt leistete er von 1964 bis 1966 Wehrdienst. Von 1966 bis 1970 studierte er Rechtswissenschaften in Bonn und in Freiburg. Nach Verwaltungstätigkeiten wurde er dann persönlicher Referent des damaligen Wehrbeauftragten Karl Wilhelm Berkhan, sodann Büroleiter des Vizepräsidenten des Deutschen Bundestages Heinz Westphal.

## Beruflicher Werdegang
Seine Beamtenlaufbahn begann er 1974 bei der Oberfinanzdirektion in Köln. 1996 wurde er Präsident der Wehrbereichsverwaltung III in Düsseldorf und stieg im Jahr 2000 zum Staatssekretär auf. Dieses Amt hatte er bis zu seiner Versetzung in den einstweiligen Ruhestand Ende 2005 inne. Im Mai 2006 trat er das Amt des Vorstandsvorsitzenden der Bundesarbeitsgemeinschaft für Soldatenbetreuung e.V. (BAS) an.

## Privates
Biederbick ist verheiratet und hat drei Kinder.